# Šakiai
Šakiai (česky zastarale Šaki) jsou litevské okresní město v Marijampolském kraji, 65 km na západ od Kaunasu, 50 km na sever od krajského města Marijampolė.
Městem protéká řeka Siesartis. Je to městská památková rezervace. Šakiai jsou známy jako hlavní město Zanavyků.[zdroj?] Ve městě je radnice, okresní úřad, knihovna, pošta (PSČ: LT-71101). U severozápadního okraje náměstí se rozkládá rybník Šakių tvenkinys, na jeho západním břehu je katolický kostel Sv. Jana Křtitele a městský park s množstvím dřevěných soch. Dále v západní části města je evangelický luterský kostel, okresní nemocnice s poliklinikou, ve východní části je Muzeum kraje Zanavyků, hřbitov, další rybník Girėnų tvenkinys. Na jižním břehu Siesartisu jsou převážně průmyslové podniky a zahrádkářské kolonie.

## Sport
- FK Nadruvis fotbalový klub;
- KK Vytis basketbalový klub;

## Partnerská města
| Město  | Znak | Stát   |
| ------ | ---- | ------ |
| Gołdap |      | Polsko |